# Vyhlazovací tábor Belzec

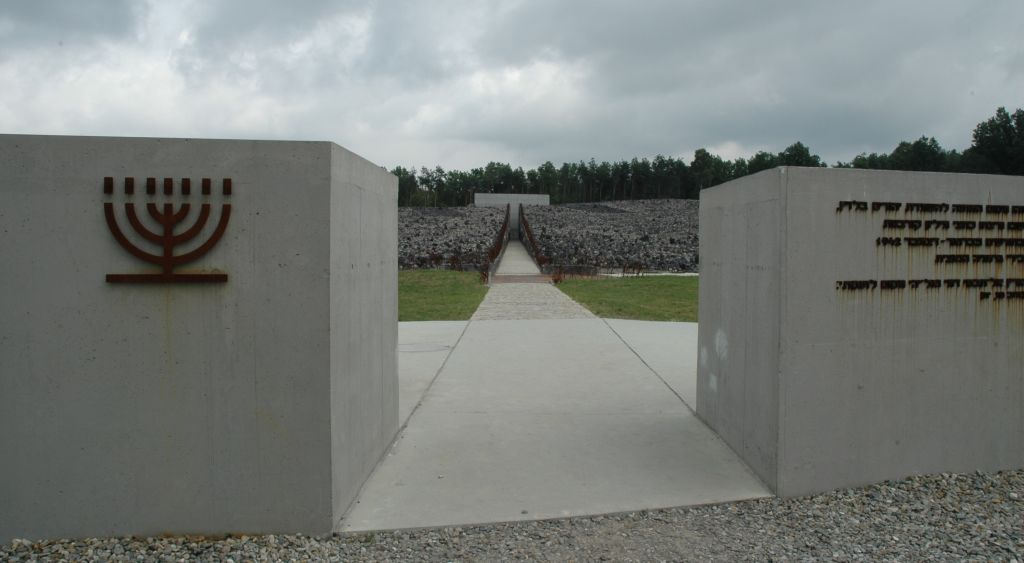
Pomník a muzeum

Belzec (oficiální název tábora SS-Sonderkommando Belzec), též Bełżec (výsl. [beužec]) nebo Belžec, byl první z nacistických vyhlazovacích táborů vytvořených za účelem naplnění Aktion Reinhardt. Tábor se začal budovat v listopadu 1941 v okupovaném Polsku nedaleko vesnice Bełżec, ležící při železniční trati Lublin–Lvov. Toto území bylo v té době součástí Generálního gouvernementu. Právě v tomto táboře měla být otestována technologie zabíjení, která se předtím využívala v institucích programu euthanasie.
Tábor byl prvním z řady účelových zařízení určených pouze pro vyvraždění židovské populace z dané lokality, které bylo po naplnění cíle zrušeno. V krátké době následovaly tábory Sobibór a Treblinka se stejným účelem a osudem. Internaci ve vyhlazovacím táboře Belžec přežili pouze dva Židé: Rudolf Reder a Chaim Herszman. Nedostatek svědků je tak důvodem poměrně malé znalosti o táboře.
Prvním velitelem byl Christian Wirth, druhým a posledním byl Gottlieb Hering, který také tábor uzavřel a zlikvidoval. Táborem prošli i další neblaze proslulí příslušníci SS jako například Kurt Franz.[zdroj?]

## Budování a provoz tábora
Tábor byl svou rozlohou malý, zhruba 270 × 270 m. Celý tábor byl obehnán ostnatým drátem s důmyslným maskováním vytvořeným z větví. Dělil se na dvě části. První část tábora byla určena pro personál a židovské vězně určené pro práci v táboře, kteří byli vybráni z příchozích transportů. Druhá část tábora byla pouze likvidační a tvořily jí plynové komory, hromadné hroby a jámy na spalování mrtvol. První testy funkčnosti plynových komor byly uskutečněny v únoru 1942 za použití oxidu uhelnatého, vyráběného benzinovým motorem. Po shledání, že vše funguje tak, jak má, se v březnu 1942 vyhlazovací plán rozběhl na plné obrátky. V první fázi měl Belžec tři funkční plynové komory.

Plán tábora v zimě 1942

V táboře bylo za krátkou dobu jeho provozu (od března 1942 do prosince 1942) zavražděno asi 435 000 Židů v plynových komorách. První velký transport přijel do Belżce 17. března 1942 z Lublinu, toto datum je považováno za začátek operace Reinhard. Během prvních čtyř týdnu bylo do Belžce posláno 30 000 z celkových 37 000 obyvatel ghetta v Lublinu. Souběžně také dorazilo zhruba 18 až 20 tisíc Židů z okresu Lublin. Do 6. dubna 1942 přijelo dalších asi 30 000 Židů z oblasti Lvova. Celkem bylo v táboře během prvních čtyř týdnů (od 17. března do 14. dubna 1942) zavražděno zhruba 80 000 Židů. Posléze byly transporty zastaveny a velitel tábora, Christian Wirth se vydal do Berlína.

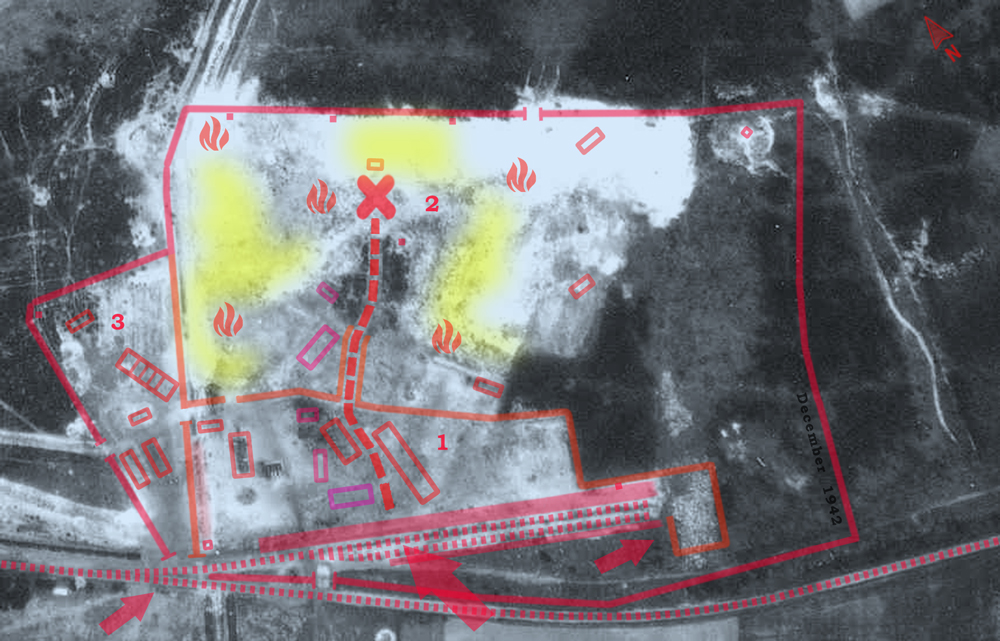
Letecká fotografie tábora v roce 1944

Začátkem května 1942 navštívil SS-Oberführer Brack v Lublinu inspektora operace Reinhard Odilo Globocnika. Globocnik požádal Bracka o navrácení Christiana Wirtha a jeho lidí do tábora a prosil za další osoby, které za sebou mají zkušenost s programem Euthanasia. V polovině května 1942 se Christian Wirth vrátil do tábora. Po krátké době transporty pokračovaly, a to z oblasti Krakova a Lublinu. Celkem se jednalo o 22 000 Židů. Christian Wirth si uvědomil, že se zvětšeným přísunem transportů nebudou současné dřevěné komory stačit a tak přerušil další transporty, což trvalo do konce června 1942. Začalo se se stavbou nových plynových komor, čímž skončila první etapa tábora Belžec.[zdroj?]
Po dostavbě nových plynových komor začala druhá etapa tábora Belžec, kterou odstartovalo hromadné vraždění v daleko větším měřítku, než bylo doposud. První transporty dorazily do Belžce ve druhém týdnu měsíce července 1942 a pokračovaly pravidelně až do prosince téhož roku, kdy SS transporty pozastavila, protože již drtivá většina Židů z Generálního gouvernementu byla zavražděna. Do Belžce bylo za tu dobu posláno 130 000 Židů z oblasti Krakova, 225 000 Židů z oblasti Lvova a další tisíce z Lublinu, Radomi a dalších. Kromě Židů bylo v Belžci zplynováno několik stovek Romů.[zdroj?]

## Život v táboře

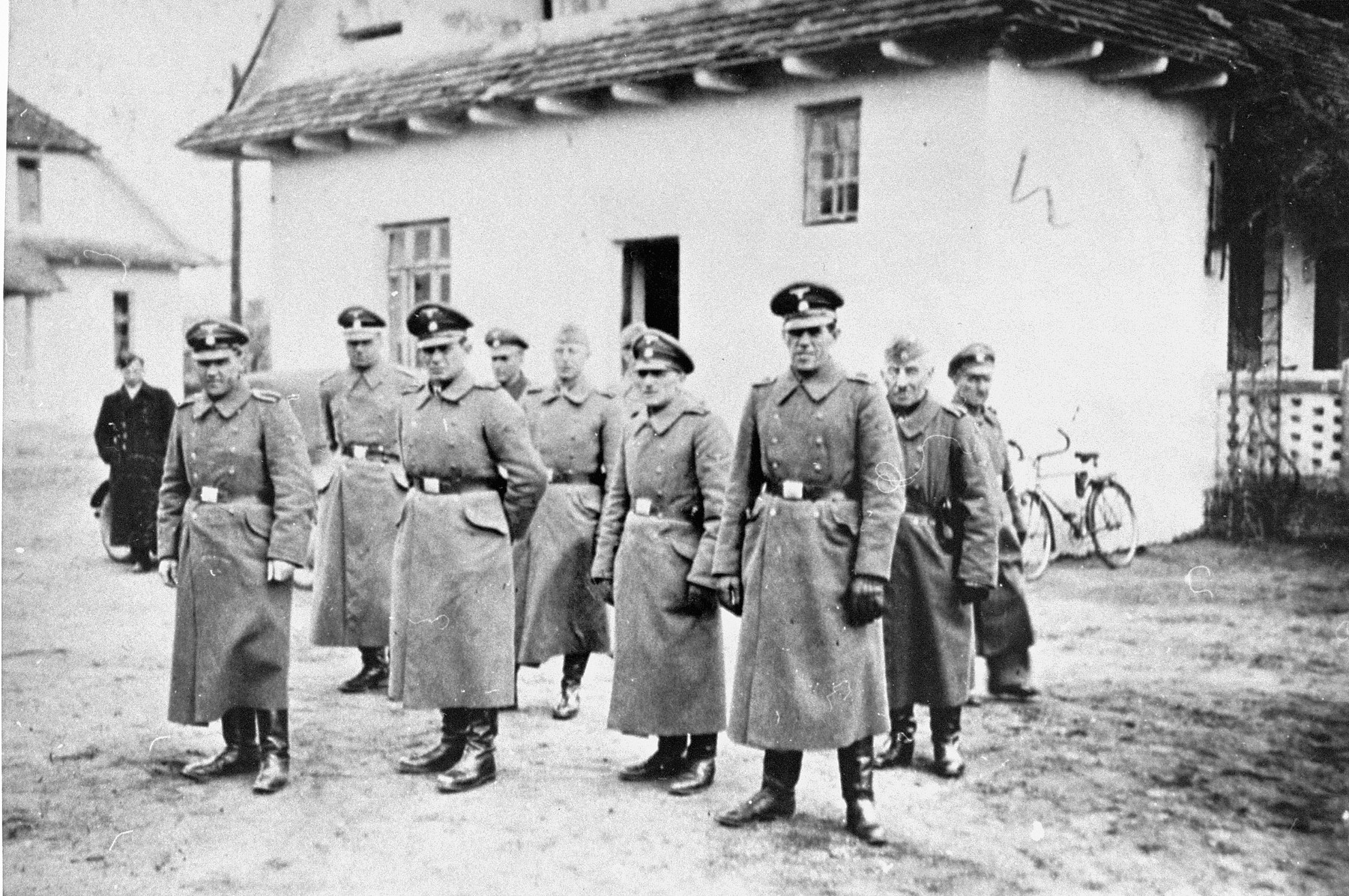
Esesáci z tábora Belžec v roce 1942

Během prvních týdnů fungování tábora bylo z transportů vybráno několik stovek mladých a silných jedinců, kteří se měli starat o špinavý chod tábora od příjezdu transportu, až po pálení mrtvol. Tato práce byla vždy na pár dní, maximálně týdnů a tento personál byl často měněn. Takto bylo naživu drženo zhruba 700 až 1000 lidí, kteří byli rozděleni do pracovních komand. Jako v jiných táborech mělo každé pracovní komando svého kápa, který platil za vězeňského vedoucího. Většina těchto komand sloužila hlavně v táboře II., kde probíhal samotný proces zplynování.[zdroj?]

## Proces příjezdu transportů

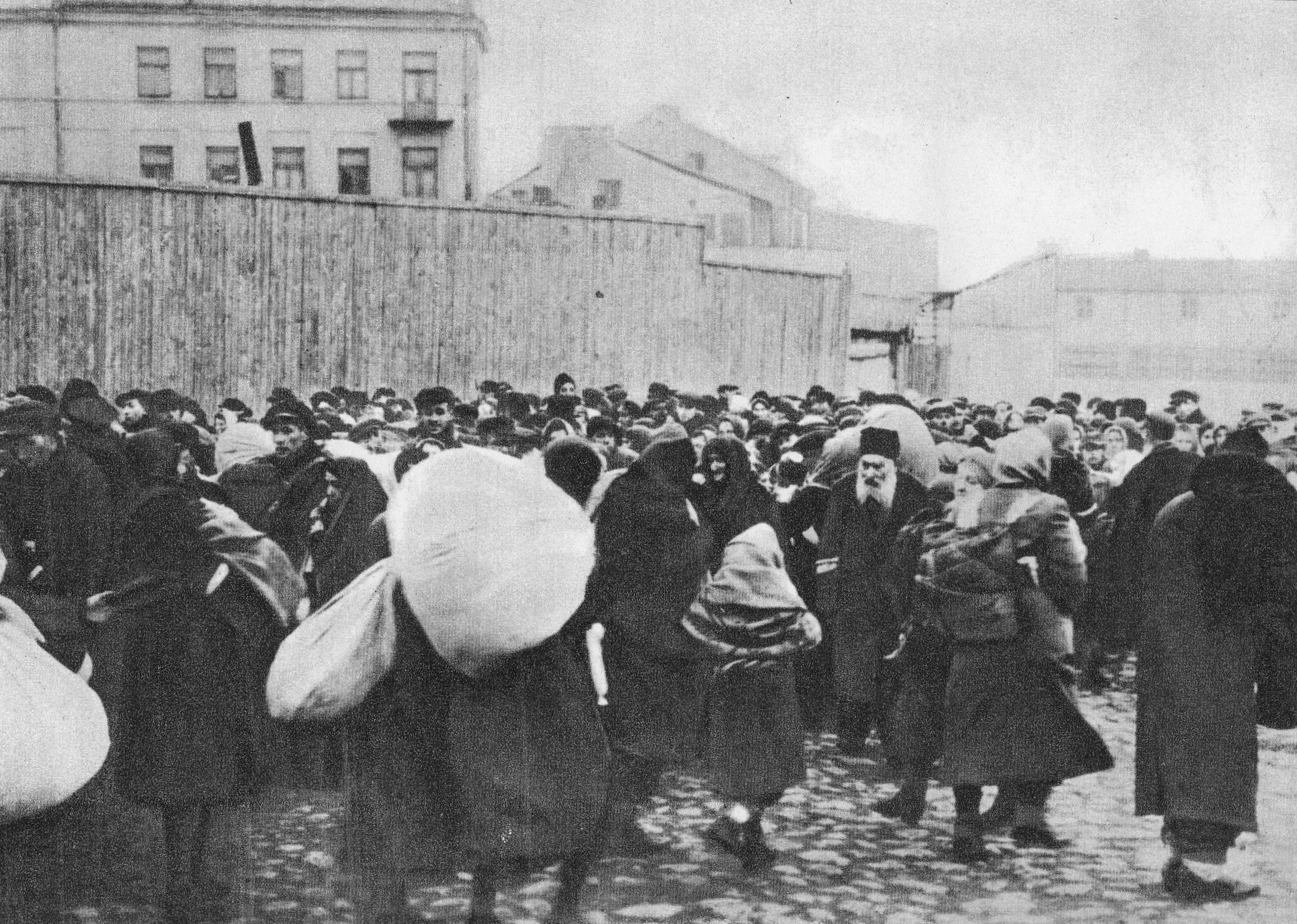
Židé ze Zamośće deportovaní do tábora Belžec v květnu 1942

Transport měl obvykle 40 až 60 vagónů. Jelikož kapacita tábora stačila maximálně na 20 vagónů, tak musel být každý transport rozdělen na tři menší. Prvních dvacet vagónů se odpojilo a vjelo do tábora a až po dokončení prvního menšího transportu mohlo vjet dalších dvacet vagónů. V první fázi tábora trval proces jedné části transportu asi 3–4 hodiny, ve druhé fázi s výkonnějšími komorami pak 1–1,5 hodiny. SS, kteří doprovázeli transport, měli vstup do tábora přísně zakázán a to samé platilo i pro německé či polské železničáře. Železničáři byli speciálně vybíráni a tvořili spolehlivý a prověřený tým. Proces po vystoupení z transportu byl shodný se všemi tábory tohoto typu. Tábor vypadal na pohled mírumilovně a vzbuzoval v Židech pocit, že jsou opravdu v transitním táboře. Na úvod přišlo uvítání buď táborovým velitelem nebo jiným příslušníkem SS. Byli ujištěni, že přijeli do transitního tábora a budou následně rozděleni do pracovních táborů v okolí, nejprve že však musejí projít dezinfekcí a koupelí. Následně byly odděleny ženy od mužů. Děti šly s matkami a muži samostatně. Staří a nemohoucí byli naloženi na nákladní vozíky a následně zastřeleni. Po selekci přišel příkaz k svléknutí s tím, že uvnitř je připraveno mýdlo a ručník. Židé do té chvíle nemohli nic tušit, protože plynové komory vypadaly jako koupelny. Ženám byly ostříhány vlasy. Nejprve šli do plynových komor muži, aby se v případě prozření předešlo vzpouře a odporu. Následovaly je ženy a děti.[zdroj?]
V Belžci se stal svědkem příjezdu transportu Židů ze Lvova (v srpnu 1942) příslušník SS Kurt Gerstein. Ze 6 700 lidí bylo 1 450 již mrtvých. V doprovodu velitele sledoval selekci příchozích a následné zavraždění asi 3 000 osob z transportu v plynových komorách. Kurt Gerstein se pak snažil informovat o hromadném vyvražďování Židů neutrální země a některé jednotlivé osobnosti. Svědectví sepsal ve zprávě, jíž se dostalo významné pozornosti u norimberského tribunálu při vyšetřování událostí holokaustu.